# Kerri Colby
Elyse Alessandra Anderson, (Dallas, Texas; 30 de julio de 1996) más conocida por su nombre artístico Kerri Colby, es una artista drag estadounidense más conocida por competir y quedar en noveno lugar en la temporada 14 de RuPaul's Drag Race. Kerri Colby vive en Los Ángeles, California, y es la hija drag de la conocida artista drag Sasha Colby.

## Primeros años
Anderson nació en Dallas, Texas. y se crio en un hogar pentecostal. Ha declarado que nunca ha encajado en esas creencias y que, tras ver la quinta temporada de RuPaul's Drag Race, conoció el drag. Se fue de casa a los 15 años, y ha declarado que el motivo de su marcha fue por el ambiente tóxico que su familia lo creó. Se alojó en un piso compartido y encontró amigos que la cuidaron. Ha declarado que muchas de las personas que la cuidaban eran mayores, y que eso la llevó a situaciones de abuso.
Un día, cuando Kerri estaba descansando en una estación de tren, un desconocido la reconoció por sus publicaciones tanto en Instagram como en Internet y se ofreció a ayudarla. Kerri les dijo que a menos que la ayudaran con su falta de hogar, no podrían ayudarla. Esta persona acogió entonces a Kerri hasta que cumplió los dieciocho años. Kerri ha declarado en una entrevista: "[Mi amiga fue] completamente mi ángel... No lo habría conseguido".

## Carrera

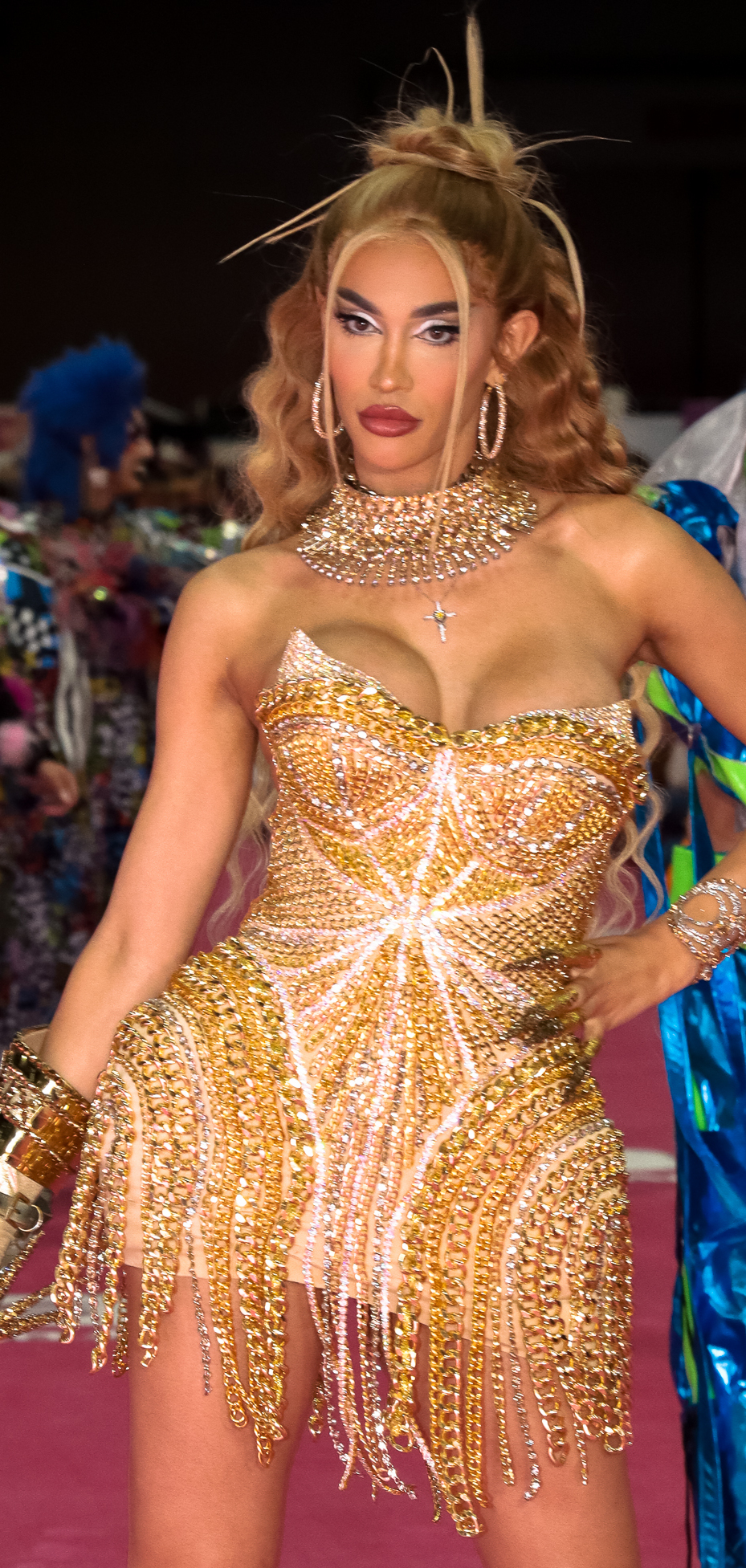
Kerri Colby en la RuPaul's DragCon LA en 2023

Compitió en la decimocuarta temporada de RuPaul's Drag Race. En el episodio 4, cayó entre los dos últimos lugares y realizó el lip sync contra Alyssa Hunter con la canción de Jennifer Lopez, "Play". En el episodio 8, volvió a caer entre los dos últimos lugares contra Jasmine Kennedie, y perdió el lip-sync con la canción "Un-Break My Heart" de Toni Braxton.
Actuó durante la actuación de Jennifer Lopez en los iHeartRadio Music Awards 2022. En mayo, se anunció su nominación en los WOWIE Awards 2022 en el marco de la RuPaul's DragCon en Los Ángeles en la categoría Best Viral Moment (The America’s Next Top Meme Award), compartida con las drag queens Daya Betty y Kornbread "The Snack" Jeté.
En 2022, Colby apareció en una campaña publicitaria para la marca de bebida de cannabis Cann, junto a sus compañeros de la temporada 14 Willow Pill, Jorgeous y Kornbread, así como otras celebridades LGBTQ+ como Hayley Kiyoko y Gus Kenworthy. Durante la prensa para la campaña de Cann, Colby compartió que trabajó en un dispensario antes de aparecer en Drag Race.
En 2023, visitó virtualmente el werk room de RuPaul's Drag Race durante un episodio de la temporada 15 de untucked para dar un mensaje de vídeo a su madre drag y concursante de la temporada 15 Sasha Colby.

## Vida personal
Kerri Colby es una mujer trans y es conocida por haber guiado a su compañera de Drag Race, Kornbread Jeté, en su transición. También ha ayudado a inspirar a Jasmine Kennedie a salir del armario como mujer trans en un episodio de Untucked en la temporada 14 de RuPaul's Drag Race. Bosco también ha citado a Kerri Colby como una fuente de "claridad" en su transición, que anunció después de que terminara el rodaje de la temporada 14.

## Premios y nominaciones
| Año  | Premio                         | Categoría                                                                                          | Trabajo            | Resultado | Ref.          |
| ---- | ------------------------------ | -------------------------------------------------------------------------------------------------- | ------------------ | --------- | ------------- |
| 2022 | WOWIE Awards                   | Best Viral Moment (The America’s Next Top Meme Award) (compartido con Daya Betty & Kornbread Jeté) | Ella misma         | Nominada  | [ 16 ] [ 17 ] |
| 2022 | Critics' Choice Real TV Awards | Best Ensemble Cast in an Unscripted Series (Compartido con el elenco de la temporada 14)           | RuPaul's Drag Race | Ganadora  | [ 18 ]        |
| 2023 | Queerties Awards               | Future All-Star                                                                                    | Ella misma         | Nominada  | [ 19 ]        |